# Filótion
Filótion är en ort i Grekland.   Den ligger i prefekturen Kykladerna och regionen Sydegeiska öarna, i den sydöstra delen av landet, 190 km sydost om huvudstaden Aten. Filótion ligger 402 meter över havet och antalet invånare är 1 744. Den ligger på ön Naxos.
Terrängen runt Filótion är kuperad.  Närmaste större samhälle är Naxos, 12,6 km nordväst om Filótion. Trakten runt Filótion består till största delen av jordbruksmark.